# Elsa Fermbäck
Elsa Håkansson Fermbäck (ur. 28 marca 1998 w Östersund) – szwedzka narciarka alpejska, brązowa medalistka mistrzostw świata juniorów.

## Kariera
Po raz pierwszy na arenie międzynarodowej pojawiła się 15 listopada 2014 roku w Kåbdalis, gdzie w zawodach FIS nie ukończyła pierwszego przejazdu w slalomie. W 2019 roku wystąpiła na mistrzostwach świata juniorów w Val di Fassa, gdzie wywalczyła brązowy medal w slalomie.
W zawodach Pucharu Świata zadebiutowała 17 listopada 2018 roku w Levi, gdzie nie ukończyła pierwszego przejazdu w slalomie. Pierwsze pucharowe punkty wywalczyła 12 stycznia 2021 roku we Flachau, kończąc slalom na 21. pozycji.
W 2021 roku wzięła udział w mistrzostwach świata w Cortina d’Ampezzo, gdzie zajęła szesnaste miejsce w slalomie.

## Osiągnięcia

### Igrzyska olimpijskie
| Miejsce | Dzień    | Rok  | Miejscowość | Konkurencja | Czas biegu | Strata | Zwyciężczyni |
| ------- | -------- | ---- | ----------- | ----------- | ---------- | ------ | ------------ |
| 28.     | 9 lutego | 2022 | Pekin       | Slalom      | 1:44,98    | +4,35  | Petra Vlhová |

### Mistrzostwa świata
| Miejsce | Dzień     | Rok  | Miejscowość       | Konkurencja | Czas biegu | Strata | Zwyciężczyni          |
| ------- | --------- | ---- | ----------------- | ----------- | ---------- | ------ | --------------------- |
| 16.     | 20 lutego | 2021 | Cortina d’Ampezzo | Slalom      | 2:30,66    | +3,92  | Katharina Liensberger |

### Mistrzostwa świata juniorów
| Miejsce | Dzień       | Rok  | Miejscowość  | Konkurencja | Czas biegu | Strata | Zwyciężczyni        |
| ------- | ----------- | ---- | ------------ | ----------- | ---------- | ------ | ------------------- |
| DNF1    | 2 marca     | 2016 | Soczi        | Gigant      | 2:12,39    | -      | Jasmina Suter       |
| DNF2    | 5 marca     | 2016 | Soczi        | Slalom      | 1:37,41    | -      | Elisabeth Willibald |
| 18.     | 12 marca    | 2017 | Åre          | Gigant      | 1:58,38    | +2,50  | Laura Pirovano      |
| 12.     | 13 marca    | 2017 | Åre          | Slalom      | 1:42,81    | +2,15  | Camille Rast        |
| 14.     | 30 stycznia | 2018 | Davos        | Gigant      | 1:39,66    | +2,68  | Julia Scheib        |
| DNF1    | 31 stycznia | 2018 | Davos        | Slalom      | 1:46,51    | -      | Meta Hrovat         |
| 36.     | 19 lutego   | 2019 | Val di Fassa | Gigant      | 1:54,99    | +6,12  | Alice Robinson      |
| 3.      | 20 lutego   | 2019 | Val di Fassa | Slalom      | 1:47,70    | +1,28  | Meta Hrovat         |

### Puchar Świata

#### Miejsca w klasyfikacji generalnej
- sezon 2018/2019: -
- sezon 2019/2020: -
- sezon 2020/2021: 88.
- sezon 2021/2022: 103.

#### Miejsca na podium w zawodach
Fermbäck nigdy nie stanęła na podium zawodów PŚ.